# Куровский, Аполинарий
Аполинарий Куровский (пол. Apolinary Kurowski; 17 марта 1818, Великопольское воеводство — 11 мая 1878, Баден) — польский революционер. Активный участник Великопольского восстания 1846 года и Польского восстания 1863—1864 годов. Полковник повстанческих войск.

## Биография
Аполинарий Куровский родился 17 марта 1818 года в д. Болевице, Великопольское воеводство, Королевство Пруссия в семье польского шляхтича Антония Куровского (1786—1838) и его жены Марии Куровской (1789—1850), вступивших в брак в 1817 году. У Аполинария было ещё три брата и две сестры. Аполинарий был старшим ребёнком в семье. Получил образование в гимназии в городе Лешно. После смерти отца он был призван на 10 лет в ряды Прусской армии, однако уже 1840 году был демобилизован из-за плохого состояния здоровья. После чего он возвращается в родное имение, где живёт до 1845 года. Уже в начале 1843 года Куровский входит в контакт с представителями подпольных польских националистических организаций. Активно участвует в подготовке Великопольского восстания. Однако из-за предательства в рядах заговорщиков прусакам удается в течение 14 — 22 февраля 1846 года арестовать всех руководителей восстания, в том числе Кароля Либерта и Людвика Мерославского.
Куровскому удается, ненадолго избежав ареста, присоединиться к отряду повстанцев под командованием Владислава Ниголевского, который 3 марта 1846 года нападает на Форт Виняры, где содержатся арестованные лидеры восстания. Однако попытка освобождения проваливается и Куровский, как и почти все бойцы отряда, попадает в плен и заключается в сам форт. В декабре 1846 года всех лидеров мятежа, в том числе и Куровского, приговаривают к смертной казни через повешение и переводят для ожидания казни в тюрьму Моабит. В январе 1848 года приказ о казни Мерославского и ещё нескольких лидеров мятежа был отменен и они были амнистированы за сотрудничество со следствием. Казнь ещё 5 лидеров мятежа, в том числе Куровского, была отложена на неопределенный срок.
В феврале 1848 года под давлением участников начавшейся в Пруссии «Весны народов», король Пруссии Фридрих Вильгельм IV подписывает приказ об амнистии всех политических заключенных в стране в том числе и Куровского, которого выпускают из тюрьмы в том же месяце.
Вслед за этим Аполинарий Куровский переселяется в деревню Чвалковку в Великопольском воеводстве, где 26 февраля 1849 года женится на Эниеле Гоговской. Жена Куровского умирает при родах их единственного сына Станислава Куровского в 1850 году. Однако и сам ребёнок умирает через несколько месяцев после рождения.
Доподлинно неизвестно, чем занимался Куровский в течение последующих 10 лет. Известно лишь, что некоторое время он прожил в Лондоне. В начале 1860 года Куровский переселился в Царство Польское и взял в аренду деревню Тынец в окрестностях города Енджеюв, Свентокшиское воеводство. Там Куровский и проживает до начала восстания.

## Участие в восстании 1863—1864 годов
В 1862 году Куровский присоединяется к Организации «красных» и входит в состав Центрального национального комитета.
17 января 1863 года Куровскому присвоено звание полковника и он назначен «главным революционным комиссаром» Келецкого воеводства со столицей в городе Кельце.
В ночь с 22 на 23 января 1863 года Аполинарий Куровский во главе отряда из 200 плохо вооруженных мятежников занял Карчувский монастырь в Свентокшиских горах. Однако, узнав о значительной концентрации регулярных войск в Кельце, был вынужден отказаться от нападения на местечко в связи с недостатком сил и оружия в отряде. Затем Куровский распустил часть отряда, а с теми, кто пожелал остаться, в том числе со своим заместителем Войцехом Бехоньским, двинулся на юг. 13 (25) января 1863 года Куровский во главе отряда из нескольких десятков мятежников соединяется с отрядом мятежников под руководством Игнатия Доборского. Совместно они приняли решение создать в лесах вокруг города Ойцув лагерь для сбора людских и материальных ресурсов.
15 (27 января) мятежниками Куровского без боя занят город Енджеюв, однако уже 18 (30) января 1863 года местечко пришлось оставить в связи с приближением значительных сил регулярных войск. Отряд Куровского 26 января (7 февраля) с боем занимает Сосновец, где повстанцами было захвачено 40 лошадей, более 100 единиц огнестрельного оружия и 97.000 рублей, которые немедленно были переданы Национальному правительству. А уже 28 января (9 февраля) 1863 года отряд Куровского без боя занимает Ойцув, где создает пункт для сбора людских и материальных ресурсов. К середине февраля, благодаря бездействию регулярных войск в регионе, отряд Куровского возрастает до 2.500 человек. 4 (16) февраля мятежники Куровского заняли Скалу. После чего Куровский, узнав о том, что в Мехуве находятся всего две роты регулярных войск из состава Смоленского полка под командованием майора Нелепина (так как местный воевода князь Багратион с остальными войсками выступил 2 (14) февраля наперерез его отряду), решил, обойдя основные силы русских, внезапным ударом занять город.
Однако из-за непредусмотрительности Куровского уже 5 (17) февраля 1863 его отряд терпит серьезное поражение под Мехувом, потеряв из 2500 около 300 убитыми, ранеными и пленными. Вслед за этим мятежники Куровского начали поспешное отступление отступление на север, намереваясь соединиться с отрядом генерала Мариана Лангевича. Однако из-за этой фатальной ошибки мятежникам Куровского не удалось сохранить контроль и над Ойцувом. Оставленный там арьергард от 200 до 400 мятежников под командованием полковника Юзефа Новака, услышав о поражении, уже 6 (18) февраля начал отступление из города. Однако им не удалось далеко уйти от регулярных войск, в результате чего уже 8 (20) февраля 1863 года мятежники Новака были вынуждены принять бой под Жарновцем, после чего остатки отряда соединились с Езёранским, находившимся тогда в Радкуве.
В результате полной неорганизованности отступления и ряда допущенных Куровским ошибок всего около 600 мятежникам удалось уйти от преследования регулярных войск вместе со своим командиром.
Занявшие Ойцув регулярные войска захватили многих мятежников в плен, кроме того ими были захвачены документы и списки личного состава отряда Куровского, несколько обозов с едой и почти все огнестрельное оружие повстанцев.
За эту фатальную ошибку Аполинарий Куровский 11 (23) февраля 1863 был снят с должности командующего и обязан был явиться в Краков на заседание революционного суда.